# Remake
Remake er betegnelsen for et værk, der bygger på et tidligere værk i samme medium, fx en film eller tegneserie.
Eksempelvis lavede Hergé remakes af flere af sine egne Tintin-tegneserier.
I filmens verden skelner man på dansk mellem genindspilning, når en tidligere film danner udgangspunktet, og genfilmatisering, når begge film bygger på en tredje kilde såsom en bog eller et skuespil. Således er Julefrokosten fra 2009 en genindspilning af Julefrokosten fra 1976, mens Batman Begins fra 2005 er en genfilmatisering af Bob Kanes tegneserie fra 1939.